# ウルグアイの競馬
ウルグアイの競馬（ウルグアイのけいば）では、ウルグアイにおける競馬について記述する。

## 歴史
ウルグアイにおける競馬の歴史はスペイン植民地時代に直線のセパレートコースにおいて速さを競うペンカスと呼ばれる競馬などが行われていた。
1839年から1851年に勃発したウルグアイ内戦ののち、モンテビデオのピエドラスプランカ地区にてイギリス式の競馬が行われるようになり、1874年にはマローニャス競馬場が開場した。1877年にはウルグアイの競馬施行規定が制定され、1888年にはモンテビデオジョッキークラブが創設された。
1930年代から40年代には名馬ロマンティコの活躍によりウルグアイの競馬は絶頂期となり、競馬先進国の仲間入りを果たすと、1985年に国際セリ名簿基準委員会によってパート1国として認定されるも、1992年にパート2に降格することになった。さらに追い打ちをかけるように1997年にはモンテビデオジョッキークラブが経営破綻したため、マローニャス競馬場も閉鎖される事態に陥った。
2003年6月にイピカリオプラテンセがマローニャス競馬場の経営権を取得して競馬開催が再開されると、2年後の2005年にはアルゼンチン産馬であるインヴァソールがウルグアイの三冠馬となり、アメリカに移籍したのち、ブリーダーズカップ・クラシックやドバイワールドカップなどを優勝してエクリプス賞年度代表馬に輝いた。
2025年には国際競馬統括機関連盟により1991年以来34年ぶりにパート1国に復帰した。

## 特徴
シーズンは1年を通して開催され、アルゼンチンやブラジルなど他の南米諸国同様に7月に始まり翌年6月までが1シーズンである。
11の競馬場が存在するが、主要な競走は全てマローニャス競馬場で行われている。
サラブレッドの生産頭数は約1,500頭（2022年）である。

## 主な競走

### G1競走
- モンテビデオ市大賞
- ホセ・ペドロ・ラミレス大賞

### クラシック競走
- ポージャ・デ・ポトランカス(ウルグアイ1000ギニー、G3）
- ポージャ・デ・ポトリロス（ウルグアイ2000ギニー、G3）
- セレシオン大賞（ウルグアイオークス、G3）
- ジョッキークラブ大賞 （G3）
- ナシオナル大賞（ウルグアイダービー、G2）

### その他の競走
- ペドロ・ピニェイルーア大賞 （G3）
- マローニャス大賞 （G3）
- アルティガス将軍大賞 （G2）
- ムニシパル大賞 （L）
- オノール大賞 （L）
- ラテンアメリカ大賞(アルゼンチン、ブラジル、チリ、ペルーとの持ち回り開催）

## 主な競馬場
- マローニャス競馬場
- ラスピエドラス競馬場